# Ibtissem
Cet article possède un paronyme, voir Ibtissam.
Ibtissem ou aussi Ibtissam (إبتسام) , est un prénom féminin d'origine arabe qui a pour signification « sourire » ou « joie ». C'est l'un des prénoms évoquant le sourire.
Ce prénom, qui est aussi un nom patronymique, est notamment porté par les personnalités suivantes :
- Ibtissem Guerda, une réalisatrice, scénariste et actrice française ;
- Ibtissem Hannachi, une karatéka tunisienne ;
- Ibtissem Trimech une rameuse d'aviron tunisienne ;
- Ibtissam Merras est une femme politique marocaine ;
- Ibtissame Lachgar, une militante marocaine des droits de l'homme ;
- Mennel Ibtissem, une chanteuse française.
- Ibtissam Bouharat, footballeuse internationale marocaine.
- Ibtissam Jraidi, footballeuse internationale marocaine.